# Władysław Mantura
Władysław Mantura (ur. 18 czerwca 1947) – polski inżynier i ekonomista, profesor nauk ekonomicznych. Specjalizuje się w marketingu, rachunkowości zarządczej, sterowaniu jakością produkcji, zarządzaniu przedsiębiorstwem oraz kwalitologii. Profesor nadzwyczajny i kierownik Katedry Marketingu i Sterowania Ekonomicznego Wydziału Inżynierii Zarządzania Politechniki Poznańskiej.

## Życiorys
Studia rozpoczął na Wojskowej Akademii Technicznej (pierwsze dwa lata) i kontynuował na Wydziale Mechaniczno-Technologicznym Politechniki Poznańskiej, gdzie uzyskał dyplom, a następnie został zatrudniony w Instytucie Organizacji i Zarządzania i zdobywał kolejne awanse akademickie. Habilitował się w 1990 w zakresie  budowy i eksploatacji maszyn na podstawie dorobku naukowego i rozprawy pt. Teoretyczne podstawy projektowania produkcyjnych systemów sterowania jakością. W okresie 1990–1996 sprawował funkcję prodziekana Wydziału Budowy Maszyn Politechniki Poznańskiej. Stanowisko profesora nadzwyczajnego uzyskał w 1993. Tytuł naukowy profesora nauk technicznych został mu nadany w 2007. Poza macierzystą Politechniką prowadził wykłady także m.in. na Uniwersytecie im. Adama Mickiewicza (1997-2008).

## Wybrane publikacje
W dorobku publikacyjnym W. Mantury znajdują się m.in.:
- Metodyczne podstawy projektowania techniczno-ekonomicznego przygotowania produkcji wyrobu (współautor wraz z W. Michalskim), wyd. Politechniki Poznańskiej, Poznań 1985
- Teoretyczne podstawy projektowania produkcyjnych systemów sterowania jakością, wyd. Politechniki Poznańskiej 1990
- Marketing w zarządzaniu przedsiębiorstwem przemysłowym (współautor wraz z M. Branowskim), wyd. Politechniki Poznańskiej, Poznań 1992
- Kategoria jakości w projektowaniu technicznym, wyd. Politechniki Poznańskiej 1994
- Rachunkowość przedsiębiorstw przemysłowych dla menedżerów, wyd. Politechniki Poznańskiej 1996, ISBN 83-7143-137-6
- Marketing przedsiębiorstw przemysłowych (redaktor tomu), wyd. Politechniki Poznańskiej 2000, ISBN 83-7143-521-5
- Elementy rachunkowości dla menedżerów, wyd. Politechniki Poznańskiej 2004, ISBN 83-7143-312-3
- Zarządzanie jakością. Teoria i praktyka (współautor wraz z A. Hamrolem), wiele wydań, np. Wydawnictwo Naukowe PWN, Warszawa 2005, ISBN 83-01-14390-8
- Rachunkowość zarządcza. Wprowadzenie (współautor), wyd. Politechniki Poznańskiej 2010, ISBN 978-83-7143-917-9
- Zarys kwalitologii, wyd. Politechniki Poznańskiej 2010, ISBN 978-83-7143-907-0
- Zarządzanie cenami, wyd. Politechniki Poznańskiej 2011, ISBN 978-83-7775-017-9
- ponadto rozdziały w książkach i artykuły publikowane w takich czasopismach jak m.in. "Review of International Economics" oraz "Human Factors and Ergonomics in Manufacturing & Service Industries"